# Acamapichtli
Acamapichtli (klassisk nahuatl: Ācamāpichtli [aːkamaːˈpit͡ʃt͡ɬi]; betyder "greppkärve"), född 1357, död 1391 var den första tlatoani över aztekerna av Tenochtitlán och grundare av den aztekiska imperiedynastin. Han blev härskare 1375 och regerade i 20 år.